# Richard Olney
Richard Olney (Oxford, 15 de septiembre de 1835-Boston, 8 de abril de 1917) fue un político y abogado estadounidense.
Se desempeñó como fiscal general y Secretario de Estado de los Estados Unidos bajo el presidente Grover Cleveland. Como fiscal general, usó medidas cautelares contra los trabajadores en la huelga de la compañía Pullman, sentando un precedente, y aconsejó el uso de tropas federales, cuando los medios legales no podían controlar a los huelguistas. Como secretario de estado, elevó las misiones diplomáticas estadounidenses al estatus de embajada y formuló el «corolario Olney», por el cual Estados Unidos comenzó a intervenir en Centroamérica y el Caribe.

## Biografía

### Primeros años
Nació en Oxford (Massachusetts). Su padre fue Wilson Olney, un fabricante de textiles y banquero. Poco después de su nacimiento, la familia se mudó a Louisville (Kentucky). Luego, la familia regresó a Oxford y Olney asistió a la escuela en Leicester.
Después de completar su educación allí, asistió a la Universidad Brown, donde se graduó con honores en 1856. Luego asistió a la Escuela de Derecho Harvard, se graduó en derecho en 1858. En 1859, ingresó al colegio de abogados y comenzó a ejercer la abogacía en Boston, alcanzando una reputación como autoridad en materia de sucesiones, fideicomisos y derecho corporativo.
Fue miembro de la junta de ediles de West Roxbury (actual parte de Boston) y se desempeñó durante un período en la Cámara de Representantes de Massachusetts en 1874. Se negó a postularse nuevamente, prefiriendo regresar a la práctica legal. Durante la década de 1880, se convirtió en uno de los principales abogados de ferrocarriles de la ciudad y en el abogado general del Chicago, Milwaukee, St. Paul and Pacific Railroad.

### Carrera
En marzo de 1893, se convirtió en el fiscal general de los Estados Unidos, siendo designado por el presidente Grover Cleveland. En el cargo, utilizó la ley para impedir las huelgas, lo que se consideraba una táctica ilegítima contraria a la ley. Sus críticos lo acusaron de simpatizar con los intereses comerciales, citando su desempeño como empleado ferroviario.
Durante la huelga ferroviaria contra la compañía Pullman de Chicago en 1894 (que luego se extendió a todo el país), ordenó a los fiscales de distrito que obtuvieran de los tribunales federales procedimientos de orden judicial contra los trabajadores en huelga, sentando un precedente para el «gobierno mediante orden judicial». Ordenó al fiscal de distrito de Chicago que convocara a un gran jurado para encontrar un motivo para acusar a Eugene V. Debs y otros líderes sindicales y envió oficiales federales para proteger el tráfico ferroviario, ordenando a 150 alguaciles solo en Helena (Montana). Cuando las medidas legales fallaron, aconsejó al presidente Cleveland que enviara tropas federales a Chicago para sofocar la huelga, pese a las objeciones del gobernador de Illinois.
Tras el fallecimiento del Secretario de Estado Walter Q. Gresham, Cleveland lo nombró como su sucesor el 10 de junio de 1895. Rápidamente elevó las misiones diplomáticas de Estados Unidos al rango de embajada, por lo que se hizo oficial que se consideraría a Estados Unidos como un igual de las naciones más grandes del mundo. Hasta ese momento, Estados Unidos solo tenía legaciones, cuyo protocolo diplomático dictaminaba un trato inferior a las embajadas.
En el cargo, se destacó especialmente en la controversia con el Reino Unido sobre la disputa territorial entre Venezuela y la Guayana Británica (actualmente Guyana), ya que vea negativamente la intervención británica. En 1895, en su correspondencia con el primer ministro británico Lord Salisbury dio el denominado «corolario Olney», una interpretación ampliada de la Doctrina Monroe que fue considerablemente más allá de las declaraciones anteriores sobre el tema. Allí expresó:

En la actualidad Estados Unidos es prácticamente soberano de este continente y sus órdenes son ley para los súbditos a los que limita su intervención. ¿Por qué? No es por la amistad pura o la buena voluntad que sientan por él. No es simplemente por causa de su alta reputación como nación civilizada, ni porque la prudencia, la justicia y la equidad son características invariables de los tratados de los Estados Unidos. Es porque, además de todas las otras razones, sus infinitos recursos unidos a su posición aislada hacen que domine la situación y qué prácticamente invulnerable contra las demás potencias.

A partir de entonces, Estados Unidos inició con distintas intervenciones en América Central y El Caribe.
Volvió a la práctica de legal en 1897, tras el término de la presidencia de Cleveland.
En marzo de 1913, rechazó la oferta del presidente Woodrow Wilson de ser embajador de los Estados Unidos en el Reino Unido y, posteriormente, en mayo de 1914, volvió a rechazarle otro nombramiento de Wilson, en este caso como gobernador de la Junta de la Reserva Federal. Los rechazos se debieron a su avanzada edad.
Recibió doctorados honorarios de Harvard y Brown en 1893 y de la Universidad Yale en 1901.